# Laguna Niguel
Laguna Niguel és una ciutat del Comtat d'Orange (Califòrnia). Segons el cens del 2000 tenia 61.891 habitants.

## Demografia
Segons el cens del 2000, Laguna Niguel tenia 61.891 habitants, 23.217 habitatges, i 16.785 famílies. La densitat de població era de 1.630 habitants/km².
Dels 23.217 habitatges en un 38,1% hi vivien nens de menys de 18 anys, en un 60,2% hi vivien parelles casades, en un 8,8% dones solteres, i en un 27,7% no eren unitats familiars. En el 20,6% dels habitatges hi vivien persones soles el 4,7% de les quals corresponia a persones de 65 anys o més que vivien soles. El nombre mitjà de persones vivint en cada habitatge era de 2,65 i el nombre mitjà de persones que vivien en cada família era de 3,1.
Per edats la població es repartia de la següent manera: un 26,6% tenia menys de 18 anys, un 6% entre 18 i 24, un 32,9% entre 25 i 44, un 25,7% de 45 a 60 i un 8,9% 65 anys o més.
L'edat mediana era de 38 anys. Per cada 100 dones de 18 o més anys hi havia 91,2 homes.
La renda mediana per habitatge era de 80.733 $ i la renda mediana per família de 93.613 $. Els homes tenien una renda mediana de 68.640 $ mentre que les dones 40.487 $. La renda per capita de la població era de 39.167 $. Entorn del 2,8% de les famílies i el 4,1% de la població estaven per davall del llindar de pobresa.

## Poblacions properes
El següent diagrama mostra les poblacions més properes.